# Mary Anne MacLeod Trump
Mary Anne Trump (nhũ danh: MacLeod, tiếng Gael Scotland: Màiri Anna NicLeòid; 10/5/1912 - 7/8/2000) là mẹ của tổng thống thứ 45 của Hoa Kỳ, Donald Trump. Bà là vợ của nhà bất động sản Fred Trump. Sinh ra tại Outer Hebrides, Scotland, bà nhập cư vào Mỹ năm 1930 và trở thành công dân năm 1942. Bà và chồng có năm người con.